# Moorgebiet bei Arrach
Das Moorgebiet bei Arrach ist ein Naturschutzgebiet bei Arrach im Oberpfälzer Landkreis Cham in Bayern.
Das Naturschutzgebiet befindet sich 1,2 Kilometer nordöstlich von Arrach. Es liegt im Naturpark Oberer Bayerischer Wald und ist Bestandteil des Landschaftsschutzgebietes Oberer Bayerischer Wald sowie des größeren Fauna-Flora-Habitat-Gebiets Arracher Moor
Das etwa 13 ha große Areal ist ein Quellfluren-, Flach- und Übergangsmoorbereich. Zu finden sind hier Pflanzengesellschaften, insbesondere Großseggenriede sowie geschützte Tierarten wie Reptilien. Durch das Moor führt ein breiter Bohlenweg und Infotafeln informieren die Besucher über die Tier- und Pflanzenwelt des Moorgebietes.
Das Naturschutzgebiet wurde am 13. Dezember 1995 unter Schutz gestellt.